# Teen-Aged
Teen-Aged è un film del 2008 diretto da Joseph Middleton.

## Trama
Dopo che è rimasto ferito in un incidente stradale la vita del diciassettenne Michael Wilson cambia radicalmente.